# ケビン・コスナー
ケビン・コスナー（英: Kevin Costner、1955年1月18日 - ）は、アメリカ合衆国の映画俳優、映画監督、映画プロデューサー。監督・製作・主演を務めた『ダンス・ウィズ・ウルブズ』（1990年）でアカデミー作品賞とアカデミー監督賞、ベルリン国際映画祭銀熊賞を受賞した。

## 経歴
1955年、カリフォルニア州ロサンゼルス郊外のリンウッドに生まれる。ドイツ、アイルランド､　チェロキー族インディアンの混血である。少年時代より野球やアメリカンフットボールに熱中し、ハイスクール時代には全米選抜に選ばれた経験を持つ。カリフォルニア州立大学フラトン校で経営学を学び、卒業前にサウス・アクターズ・コーポに参加。短期の就職期間を経て、俳優業に専念することを選ぶ。
下積みを経て『女優フランシス』（1982年）で本格デビューするが、出演シーンは決定版でカットされる。『再会の時』（1983年）でも同じ目に遭うが、ローレンス・カスダン監督と親しくなり、『シルバラード』（1985年）に出演する。同年には『ファンダンゴ』で主役を演じ、ケヴィン・レイノルズ監督と以後も組むことになる。

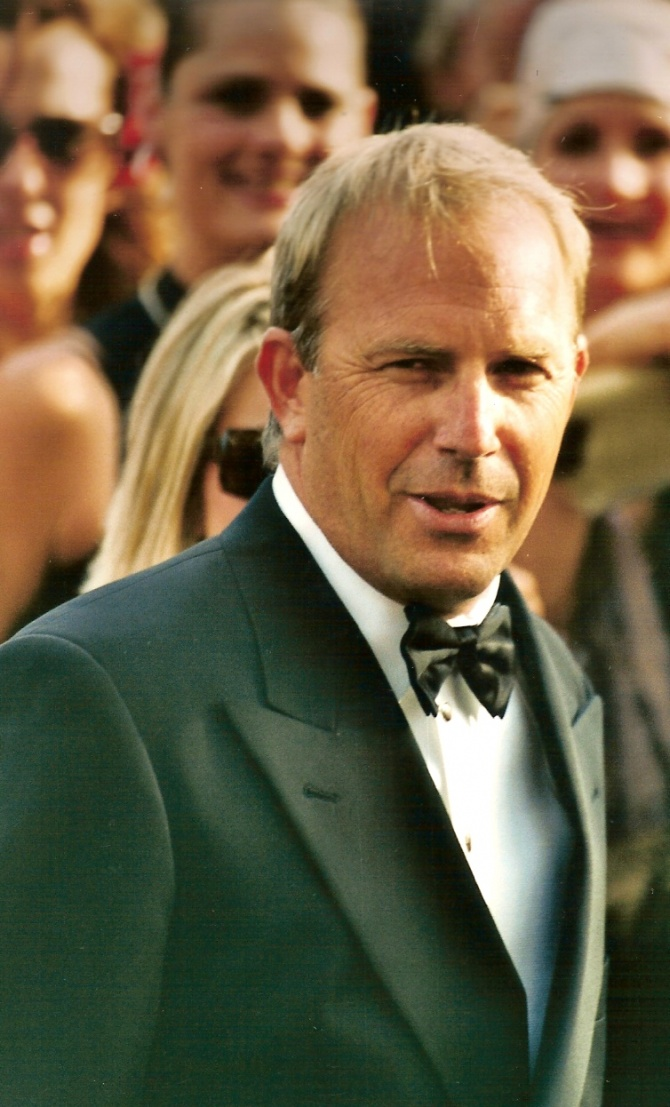
2003年、第56回カンヌ国際映画祭でのコスナー

1987年、『アンタッチャブル』の主演に抜擢され、ショーン・コネリーやロバート・デ・ニーロを相手に正義感溢れる主人公を演じる。「ゲイリー・クーパーの再来」と評価され、遅咲きながらハリウッドのトップスターの仲間入りをする。
『フィールド・オブ・ドリームス』（1989年）や『ロビン・フッド』（1991年）、『ボディガード』（1992年）では善き父親やヒーローを演じる一方、『JFK』（1991年）や『パーフェクト・ワールド』（1993年）ではシリアスな役柄にも挑む。監督業やプロデューサー業にも進出し、1990年の『ダンス・ウィズ・ウルブズ』ではアカデミー賞の最優秀作品賞と最優秀監督賞を授与され、後のクリント・イーストウッドと共に、オスカー監督兼俳優としての地位を得た。
1995年の『ウォーターワールド』は、ハワイ島沖の巨大海上セットで撮影した大作として注目されたが、期待されたほどの成績を収められない結果に終わった｡
『ロビン・フッド』と『ワイアット・アープ』（1994年）ではゴールデンラズベリー賞最低主演男優賞、『ポストマン』（1997年）では最低監督賞および最低主演男優賞をそれぞれ受賞した。
近年では2012年放送のミニシリーズ『宿敵 因縁のハットフィールド&マッコイ』の演技でエミー賞、ゴールデン・グローブ賞の主演男優賞を獲得するなど評価された。
1998年から1999年にかけて、スバルのレガシィツーリングワゴンのCMに出演している。

## 私生活

### 家族
前妻のシンディ・シルバとはキャンパスから下積み時代まで苦楽を共にし、3人の子供を持つおしどり夫婦として知られたが、『ウォーターワールド』撮影当時コスナーの不倫スキャンダルが発覚し、1994年に慰謝料100億円を支払って離婚した。
2004年に19歳年下のクリスティーン・バウムガートナーと再婚し、2007年に1児を儲けているが2023年の時点ではバウムガートナーから離婚を申請されている。また、元恋人との間にも息子がいる。

### 環境保護活動
1989年のエクソンバルディーズ号原油流出事故をきっかけに、1992～1993年ごろから、石油回収技術を開発している企業オーシャン・セラピー・ソリューションズに2000万ドル以上の私財を投じて、水と油を分離させる遠心分離機を開発させた。2010年メキシコ湾原油流出事故において、事故を起こしたBPはこの装置の性能を評価し、32台を購入する契約を交わした。

### 確執
2012年には、投資に関連したことでスティーヴン・ボールドウィンから訴えられるも勝訴した。

## 主な出演作品

### 映画
| 公開年 | 邦題 原題                                                                                       | 役名                           | 備考                                                                                              | 吹き替え                                                                     |
| ------ | ----------------------------------------------------------------------------------------------- | ------------------------------ | ------------------------------------------------------------------------------------------------- | ---------------------------------------------------------------------------- |
| 1982   | ドリーム・リーグ Chasing Dreams                                                                 | エド                           |                                                                                                   |                                                                              |
| 1982   | ラブ IN ニューヨーク Night Shift                                                                | Frat Boy #1                    |                                                                                                   |                                                                              |
| 1982   | 女優フランシス Frances                                                                          | ルーサー                       | クレジットなし                                                                                    |                                                                              |
| 1983   | 5人のテーブル Table For Five                                                                    | Newlywed Husband               |                                                                                                   |                                                                              |
| 1983   | ステイシーの騎士達/ラスト・ギャンブラー Stacy's Knights                                         | ウィル                         |                                                                                                   |                                                                              |
| 1983   | テスタメント Testament                                                                          | フィル・ピトキン               | 鈴置洋孝                                                                                          |                                                                              |
| 1985   | ファンダンゴ Fandango                                                                           | ガードナー・バーンズ           |                                                                                                   |                                                                              |
| 1985   | シルバラード Silverado                                                                          | ジェイク                       | 家中宏（フジテレビ版） 渡部俊樹（配信版）                                                         |                                                                              |
| 1985   | アメリカン・フライヤーズ American Flyers                                                        | マーカス・ソマーズ             |                                                                                                   |                                                                              |
| 1986   | マリブ・ビーチ物語 Sizzle Beach, U.S.A.                                                         | ジミー・スコット               |                                                                                                   |                                                                              |
| 1987   | アンタッチャブル The Untouchables                                                               | エリオット・ネス               | 根津甚八（フジテレビ版） 山寺宏一（テレビ朝日版） 大塚芳忠（ソフト版） 津嘉山正種（テレビ東京版） |                                                                              |
| 1987   | 追いつめられて No Way Out                                                                       | トム・ファレル                 | 津嘉山正種（テレビ朝日版、テレビ東京版） 大塚芳忠（ソフト版）                                     |                                                                              |
| 1988   | さよならゲーム Bull Durham                                                                      | クラッシュ・デイヴィス         | 津嘉山正種（テレビ朝日版、ANA版） 有川博（JAL版） 若本規夫（機内上映版3）                         |                                                                              |
| 1989   | フィールド・オブ・ドリームス Field of Dreams                                                    | レイ・キンセラ                 | 津嘉山正種（DVD版、VHS版、日本テレビ版）                                                          |                                                                              |
| 1989   | ケビン・コスナーの ガンランナー The Gunrunner                                                   | テッド                         |                                                                                                   |                                                                              |
| 1990   | リベンジ Revenge                                                                                | コーコラン                     | 兼製作総指揮                                                                                      | 磯部勉（VHS版） 津嘉山正種（テレビ朝日版）                                   |
| 1990   | ダンス・ウィズ・ウルブズ Dances with Wolves                                                     | ジョン・ダンバー / 狼と踊る男  | 兼監督・製作 アカデミー監督賞 受賞 ゴールデングローブ賞 監督賞 受賞                               | 津嘉山正種（ソフト版、日本テレビ版、テレビ朝日版）                           |
| 1991   | ロビン・フッド Robin Hood: Prince of Thieves                                                    | ロビン・フッド                 |                                                                                                   | 津嘉山正種（ソフト版、テレビ東京版） 江原正士（フジテレビ版）                |
| 1991   | JFK                                                                                             | ジム・ギャリソン               | 津嘉山正種（ソフト版、テレビ朝日版）                                                              |                                                                              |
| 1992   | ボディガード The Bodyguard                                                                      | フランク・ファーマー           | 兼製作                                                                                            | 津嘉山正種（ソフト版、テレビ朝日版、フジテレビ版） 大塚芳忠（ANA機内上映版） |
| 1993   | パーフェクト・ワールド A Perfect World                                                          | ロバート・“ブッチ”・ヘインズ   |                                                                                                   | 津嘉山正種（ソフト版、テレビ東京版）                                         |
| 1994   | ワイアット・アープ Wyatt Earp                                                                   | ワイアット・アープ             | 兼製作                                                                                            | 津嘉山正種（ソフト版、テレビ東京版）                                         |
| 1994   | 8月のメモワール The War                                                                         | スティーブン・シモンズ         |                                                                                                   | 大塚芳忠                                                                     |
| 1995   | ウォーターワールド Waterworld                                                                   | マリナー                       | 兼製作                                                                                            | 大塚芳忠（ソフト版） 津嘉山正種（テレビ東京版）                              |
| 1996   | ティン・カップ Tin Cup                                                                          | ロイ・マカヴォイ               |                                                                                                   | 津嘉山正種（ソフト版） 原康義（フジテレビ版）                                |
| 1997   | ポストマン The Postman                                                                          | ポストマン                     | 兼監督                                                                                            | 津嘉山正種（ソフト版、フジテレビ版）                                         |
| 1999   | メッセージ・イン・ア・ボトル Message in a Bottle                                                | ギャレット・ブレイク           | 兼製作                                                                                            | 原康義                                                                       |
| 1999   | ラブ・オブ・ザ・ゲーム For Love of the Game                                                     | ビリー・チャペル               |                                                                                                   | 大塚芳忠（ソフト版） 津嘉山正種（テレビ朝日版）                              |
| 2000   | 13デイズ Thirteen Days                                                                          | ケネス・オドネル               | 原康義（ソフト版） 山路和弘（テレビ朝日版）                                                       |                                                                              |
| 2001   | スコーピオン 3000 Miles to Graceland                                                            | トーマス・J・マーフィー        | 津嘉山正種                                                                                        |                                                                              |
| 2002   | コーリング Dragonfly                                                                            | ジョー・ダロウ                 | 津嘉山正種                                                                                        |                                                                              |
| 2003   | ワイルド・レンジ 最後の銃撃 Open Range                                                          | チャーリー・ウェイト           | 津嘉山正種                                                                                        | 兼監督・製作                                                                 |
| 2005   | ママが泣いた日 The Upside Of Anger                                                              | デニー・デーヴィス             |                                                                                                   |                                                                              |
| 2005   | 迷い婚 -全ての迷える女性たちへ- Rumor Has It                                                    | ボー・バローズ                 | 仲野裕                                                                                            |                                                                              |
| 2006   | 守護神 The Guardian                                                                             | ベン・ランドール               | 森田順平                                                                                          |                                                                              |
| 2007   | Mr.ブルックス 完璧なる殺人鬼 Mr. Brooks                                                         | アール・ブルックス             | 兼製作                                                                                            | 仲野裕                                                                       |
| 2008   | チョイス! Swing Vote                                                                            | バド・ジョンソン               | 兼製作                                                                                            | 内田直哉                                                                     |
| 2009   | ネスト The New Daughter                                                                         | ジョン・ジェームズ             |                                                                                                   | 津嘉山正種                                                                   |
| 2010   | カンパニー・メン The Company Men                                                                | ジャック・ドーラン             | （吹き替え版なし）                                                                                |                                                                              |
| 2013   | マン・オブ・スティール Man of Steel                                                             | ジョナサン・ケント             | 津嘉山正種                                                                                        |                                                                              |
| 2014   | エージェント:ライアン Jack Ryan: Shadow Recruit                                                 | ウィリアム・ハーパー           | 中村秀利                                                                                          |                                                                              |
| 2014   | ラストミッション 3 Days to Kill                                                                 | イーサン・レナー               | 津嘉山正種                                                                                        |                                                                              |
| 2014   | ドラフト・デイ Draft Day                                                                        | ソニー・ウィーヴァー・ジュニア | 森田順平                                                                                          |                                                                              |
| 2014   | Black or White                                                                                  | エリオット・アンダーソン       | 兼製作                                                                                            | N/A                                                                          |
| 2015   | マクファーランド 栄光への疾走 McFarland, USA                                                    | ジム・ホワイト                 |                                                                                                   |                                                                              |
| 2016   | バットマン vs スーパーマン ジャスティスの誕生 Batman v Superman: Dawn of Justice                | ジョナサン・ケント             | 内田直哉                                                                                          |                                                                              |
| 2016   | クリミナル 2人の記憶を持つ男 Criminal                                                           | ジェリコ・スチュアート         | 内田直哉                                                                                          | 日本では2017年2月公開                                                        |
| 2016   | ドリーム Hidden Figures                                                                         | アル・ハリソン                 |                                                                                                   | 仲野裕                                                                       |
| 2017   | モリーズ・ゲーム Molly's Game                                                                   | ラリー・ブルーム               | 内田直哉                                                                                          |                                                                              |
| 2019   | ザ・テキサス・レンジャーズ The Highwaymen                                                       | フランク・ヘイマー             | Netflixオリジナル映画                                                                             | 磯部勉                                                                       |
| 2019   | エンツォ レーサーになりたかった犬とある家族の物語 The Art of Racing in the Rain                 | エンツォ                       | 声の出演                                                                                          | 菅生隆之                                                                     |
| 2020   | すべてが変わった日 Let Him Go                                                                   | ジョージ・ブラックリッジ       | 兼製作総指揮                                                                                      | 原康義                                                                       |
| 2021   | ジャスティス・リーグ:ザック・スナイダーカット Zack Snyder's Justice League                      | ジョナサン・ケント             |                                                                                                   | 内田直哉                                                                     |
| 2024   | ホライゾン:アン・アメリカン・サーガ - チャプター1（原題） Horizon: An American Saga - Chapter 1 | ヘイズ・エリソン               | 兼監督・脚本・製作                                                                                |                                                                              |
| TBA    | Horizon: An American Saga - Chapter 2                                                           | ヘイズ・エリソン               | 兼監督・脚本・製作                                                                                |                                                                              |
| TBA    | Horizon: An American Saga - Chapter 3                                                           | ヘイズ・エリソン               | 兼監督・脚本・製作                                                                                |                                                                              |

### テレビシリーズ
| 放映年    | 邦題 原題                                               | 役名                               | 備考                                                                                  | 吹き替え |
| --------- | ------------------------------------------------------- | ---------------------------------- | ------------------------------------------------------------------------------------- | -------- |
| 1985      | 世にも不思議なアメージング・ストーリー Amazing Stories  | 機長                               | 第1シーズン第5話「最後のミッション」                                                  | 磯部勉   |
| 2012      | 宿敵 因縁のハットフィールド&マッコイ Hatfields & McCoys | “デビル”・アンス・ハットフィールド | 計3話のミニシリーズ 兼製作 別題『ハットフィールド&マッコイ:実在した一族vs一族の物語』 | 大塚明夫 |
| 2018-2024 | イエローストーン Yellowstone                            | ジョン・ダットン                   | 主演兼製作総指揮                                                                      | 原康義   |

## 日本語吹き替え

### 専属声優（フィックス）
津嘉山正種
1988年の『さよならゲーム』（ANA機内上映版）以降、フィックスとして大半の作品で吹き替えを担当。
津嘉山によるコスナーの吹き替えは同業者間でも「名配役」との評価が高く、津嘉山に憧れて声優を目指したという小山力也はコスナーの日本における人気は『ボディガード』などにおける津嘉山の吹き替えによる影響が大きかったのではないかと分析しているほか、小原雅人のように津嘉山がコスナーを吹き替えた同作を観たことが、声の役者をはじめるきっかけの一つになったと公言している者もいる。
2021年1月のザ・シネマの特集『月刊吹替声優 声優【津嘉山正種】×俳優【ケビン・コスナー】』にて、インタビューを受けた際には「ケビン・コスナーは私にとって、これからも当て続けていきたい俳優です」とコメントしている。

### その他の担当声優
原康義
『メッセージ・イン・ア・ボトル』で初担当。『13デイズ』（ソフト版）以降は起用が途絶えていたが、ドラマ『イエローストーン』で再登板を果たし、以降は近年のコスナーの吹き替えを多く担当している。
大塚芳忠
『ボディガード』（ANA機内上映版）で初担当。主にキャリア中期のソフト収録用の新録を務めている。
このほかにも、磯部勉、仲野裕、内田直哉、森田順平、大塚明夫なども複数回、声を当てている。

## 監督作品
- ダンス・ウィズ・ウルブズ

- ポストマン

- ワイルド・レンジ 最後の銃撃

- Horizon